# Munyurangabo
Pour plus de détails, voir Fiche technique et Distribution.
Munyurangabo est un film américano-rwandais réalisé par Lee Isaac Chung, sorti en 2007.  
Tourné entièrement au Rwanda avec des acteurs locaux, il est le premier long métrage narratif en langue kinyarwanda. 
Le film fait sa première dans la section Un certain regard au Festival de Cannes 2007 le 24 mai. Il remporte le Grand Prix au Festival AFI 2007. Le critique américain Roger Ebert écrit « C'est dans chaque image un film magnifique et puissant - un chef-d'œuvre ».  

## Synopsis
Après avoir volé une machette dans un marché de Kigali, Munyurangabo et son ami Sangwa quittent la ville pour retourner dans leur village. Munyurangabo réclame justice pour ses parents, tués lors du génocide rwandais, tandis que Sangwa souhaite retourner dans le foyer qu'il a quitté il y a des années. Bien que les deux garçons n'aient prévu de rester au village que quelques heures, ils finissent par y passer plusieurs jours. 
Mais, parce qu'ils sont de deux tribus différentes, leur amitié est durement éprouvée. Les parents de Sangwa se méfient de Munyurangabo et avertissent leur fils que les Hutus et les Tutsis sont censés être ennemis.

## Production
Selon le New York Times, l'épouse du réalisateur Lee Isaac Chung, Valerie, une art-thérapeute, devait se rende au Rwanda en tant que volontaire pour travailler avec les personnes touchées par le génocide de 1994. Chung l'a accompagnée et s'est porté volontaire pour donner un cours de cinéma dans une base de secours à Kigali au cours de l'été 2006. Sentant l'occasion de présenter la réalité contemporaine du Rwanda et d'offrir à ses étudiants une formation pratique au cinéma, Chung est arrivé avec un plan de neuf pages qu'il avait écrit avec l'aide de  Samuel Gray Anderson, un vieil ami, aussi coproducteur et co-auteur du film. 
Chung a filmé Munyurangabo pendant onze jours, travaillant avec une équipe d'acteurs non professionnels que Chung a trouvés dans des orphelinats locaux et ses étudiants en tant que membres de l'équipe de tournage.

## Prix et récompenses
Sélection officielle
- Festival de Cannes 2007
- Festival international du film de Toronto
- Festival international du film de Busan
- Festival international du film de Berlin 2008
- Festival international du film de Sarajevo
- Festival du film de Rotterdam
- Festival du film du Maryland
- New Directors/New Films au MoMA
- Festival international du film de Buenos Aires (BAFICI)

Récompenses
- AFI Fest 2007 : Grand Prix
- Amiens 2007 : prix SIGNIS
- Mexico City International Contemporary Film Festival (en) (FICCO) 2008 : prix du festival, meilleur premier film
- Sarasota Film Festival 2008 : prix du jury
- Wine Country Film Festival 2008 : Film Prize for Peace and Cultural Understanding

Nominations
- Film Independent's Spirit Awards 2008 : Someone to Watch
- Gotham Awards 2008 : Breakthrough Director